# Foho Taroman
Der Foho Taroman (Taroman-Berg) ist mit 1744 m (nach einer anderen Quelle 1730 m) der höchste Berg der osttimoresischen Gemeinde Cova Lima. Er liegt im Suco Fatululic (Verwaltungsamt Fatululic), der seinen Namen dem Berg verdankt. Mit fatu werden die für Timor charakteristischen Klippen bezeichnet (abgeleitet vom Tetumwort Fatuk für „Fels“). Das Wort lulic (oder lulik) bedeutet „heilig“. „Fatululic“ bedeutet somit „heilige Klippe“ oder „heiliger Fels“. Früher war der Foho Taroman ein Ort, an dem animistische Riten durchgeführt wurden.
Am Nordhang des Berges befindet sich der sogenannte „Game of Thrones“-Felsen, eine Kalksteinformation, die mit ihrer messerähnlichen Gebilden an den Thron aus der Fantasy-Serie erinnert.

## Fauna und Flora

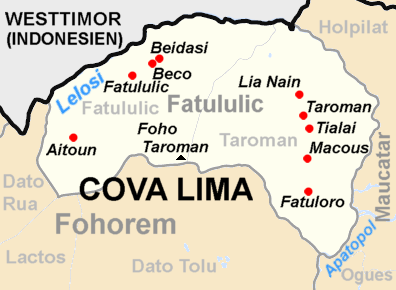
Der Foho Taroman im Verwaltungsamt Fatululic

| Vogelarten am Taroman                                       | Vogelarten am Taroman | Vogelarten am Taroman                                                                                |
| ----------------------------------------------------------- | --------------------- | --- |
| Vogelart                                                    | Status                | Weitere Informationen                                                                                |
| Große Kuckuckstaube (Macropygia magna)                      | nicht gefährdet       | Auch auf Inseln nördlich und nordöstlich von Timor zu finden.                                        |
| Timortaube (Schwarze Timortaube, Turacoena modesta)         | gering gefährdet      | Nur auf Timor und Wetar.                                                                             |
| Schieferrücken-Fruchttaube (Ducula cineracea)               | stark gefährdet       | Vorkommen nur auf Timor und Wetar.                                                                   |
| Gelbbrustlori oder Edwards Lori (Trichoglossus capistratus) | -                     | - |
| Boobookkauz (Ninox boobook fusca)                           | -                     | Vorkommen in Australien, Roti, Timor, südliches Neuguinea                                            |
| Sundapirol (Oriolus melanotis)                              | nicht gefährdet       | Auf allen Inseln der Timor and Wetar Endemic Bird Area (TWEBA) außer Liran und Sawu.                 |
| Timor-Timalie (Pnoepyga timorensis)                         | -                     | - |
| Sumbawadrossel (Zoothera dohertyi)                          | gering gefährdet      | Vorkommen auf Timor und einigen westlich gelagerten Inseln bis Lombok.                               |
| Timordrossel (Zoothera peronii)                             | gering gefährdet      | Vorkommen auf allen Inseln der TWEBA außer Sawu, außerdem auf einigen Inseln der Südlichen Molukken. |
| Timorgerygone (Gerygone inornata)                           | nicht gefährdet       | Außer auf Jaco auf allen Inseln des TWEBA.                                                           |
| Timorstutzschwanz (Urosphena subulata)                      | nicht gefährdet       | Genaue Verbreitung nicht bekannt, aber verbreitet auf Wetar und Timor.                               |
| Timorlaubsänger (Phylloscopus presbytes)                    | nicht gefährdet       | Vorkommen auf Timor, Atauro, Roti und Flores.                                                        |
| Goldhähnchen-Blauschnäpper (Muscicapella hodgsoni)          | -                     | - |
| Hyazinthenblauschnäpper (Cyornis hyacinthinus)              | nicht gefährdet       | Vorkommen auf allen Inseln der TWEBA außer Atauro und Liran.                                         |
| Orpheusdickkopf (Pachycephala orpheus)                      | nicht gefährdet       | Vorkommen auf Timor, Jaco, Atauro, Liran und Wetar.                                                  |
| Bandadickkopf (Pachycephala macrorhyncha)                   | -                     | - |
| Timorlederkopf (Philemon inornatus)                         | nicht gefährdet       | Vorkommen nur auf Timor und Semau.                                                                   |
| Temminckhonigfresser (Meliphaga reticulata)                 | nicht gefährdet       | Vorkommen nur auf Timor, Semau und Jaco.                                                             |
| Timorhonigfresser (Lichmera flavicans)                      | nicht gefährdet       | Endemisch auf Timor.                                                                                 |
| Sonnennektarvogel (Cinnyris solaris)                        | nicht gefährdet       | Nicht auf Sawu, aber auch auf vielen Inseln, westlich von Timor bis Sumbawa.                         |
| Macklot-Mistelfresser (Dicaeum maugei)                      | nicht gefährdet       | Nicht auf Wetar und Liran, dafür aber auf zahlreichen anderen Inseln der Kleinen Sundainseln.        |
| Fleckenbrust-Brillenvogel (Heleia muelleri)                 | gering gefährdet      | Vorkommen auf Timor, Jaco und Semau                                                                  |
| Südseedrossel (Turdus poliocephalus)                        | -                     | - |
| Gelbbauch-Laubsänger (Seicercus montis)                     | -                     | - |
| Rotbrust-Grundschnäpper (Ficedula hyperythra)               | -                     | - |
| Gebirgsbrillenvogel (Zosterops montanus)                    | -                     | - |
| Purpurmistelfresser (Dicaeum sanguinolentum)                | -                     | - |
| Kleine Kuckuckstaube (Macropygia ruficeps)                  | -                     | - |
| Zwergkurzflügel (Brachypteryx leucophris)                   | -                     | - |

Um den Berg herum befindet sich mit einer Fläche von 20 km² einer der wenigen Wolkenwälder des Landes. Er reicht von einer Höhe von 1000 m bis zum Gipfel und umschließt auch mehrere Dörfer, wie auch das Dorf Fatululic.
In der Region kennt man bisher 53 verschiedene Vogelarten. 23 kommen nur in der Region von Timor und Wetar vor, eine gilt als vom Aussterben bedroht. Daneben sind eine heimische Landsäugetierart, sechs Fledermausarten (darunter die Canuts Hufeisennase), die Insekten fressen, eine Art der Glatten Nachtskinke (Eremiascincus) und die eingewanderten Schwarznarbenkröten (Bufo melanostictus) bekannt. Auch eine bisher wissenschaftlich nicht beschriebene Schneckenart, die der Parachloritis manuelmendesi ähnelt, findet sich hier.
Die Zahl der Pflanzenarten wird auf 300 bis 500 geschätzt. Die größten Bäume im Nebelwald sind in der Regel Dacrycarpus imbricatus mit bis zu 30 m Höhe. Zu den 50 Farnen gehört der Bootfarn (Angiopteris evecta). Die Moos- und Flechtenflora ist noch kaum erforscht.
Die Hauptbedrohung für diese biologisch reiche Landschaft sind frei grasende Haustiere, vor allem Rinder. Neben Schäden an Baumwurzeln und Bodenvegetation verursachen diese Bodenerosion und eine Verschlechterung der Wasserqualität.

## Geschichte
Der Taroman war ab 1976 ein Rückzugsgebiet der FALINTIL, die gegen die indonesischen Invasoren kämpfte, und geflohenen Zivilisten aus Cova Lima. Hier gründeten sie eine base de apoio, eine Widerstandsbasis. Der Politiker Abel Pires da Silva wurde hier geboren.